# Kanton Pas-en-Artois
Pas-en-Artois is een voormalig kanton van het Franse departement Pas-de-Calais. Het kanton maakte deel uit van het arrondissement Arras. In 2015 ging het hele kanton op in het kanton Avesnes-le-Comte.

## Gemeenten
Het kanton Pas-en-Artois omvatte de volgende gemeenten:
- Amplier
- Bienvillers-au-Bois
- Couin
- Famechon
- Foncquevillers
- Gaudiempré
- Gommecourt
- Grincourt-lès-Pas
- Halloy
- Hannescamps
- Hébuterne
- Hénu
- Humbercamps
- Mondicourt
- Orville
- Pas-en-Artois (hoofdplaats)
- Pommera
- Pommier
- Puisieux
- Sailly-au-Bois
- Saint-Amand
- Sarton
- Souastre
- Thièvres
- Warlincourt-lès-Pas